# NGC 7067
NGC 7067 (другое обозначение — OCL 208) — рассеянное скопление в созвездии Лебедь.
Этот объект входит в число перечисленных в оригинальной редакции «Нового общего каталога».